# Stefan Rieger
Stefan Rieger (* 1963) ist ein deutscher Medien- und Kulturtheoretiker.

## Leben
Stefan Rieger studierte Germanistik und Philosophie und war Mitarbeiter im Sonderforschungsbereich Literatur und Anthropologie in Konstanz. Er wurde mit einer Arbeit zu Datenverarbeitung und Mnemotechnik im Barock promoviert. Seine Habilitationsschrift verfasste er zum Verhältnis von Medien und Anthropologie. Er war Heisenbergstipendiat der Deutschen Forschungsgemeinschaft und lehrt seit Herbst 2007 an der Ruhr-Universität Bochum als Professor für Mediengeschichte und Kommunikationstheorie. Seit Juli 2022 ist er Sprecher des Sonderforschungsbereichs 1567 Virtuelle Lebenswelten.

## Schriften
- Speichern/Merken. Die künstlichen Intelligenzen des Barock. Fink, München 1997, ISBN 3-7705-3194-9 (zugl. Diss.).
- Die Individualität der Medien. Eine Geschichte der Wissenschaften vom Menschen. Suhrkamp, Frankfurt am Main 2001, ISBN 3-518-29120-3 (zugl. Habil.).
- Die Ästhetik des Menschen. Über das Technische in Leben und Kunst. Suhrkamp, Frankfurt am Main 2002, ISBN 3-518-29200-5.
- Kybernetische Anthropologie. Eine Geschichte der Virtualität. Suhrkamp, Frankfurt am Main 2003, ISBN 3-518-29280-3.
- Schall und Rauch. Eine Mediengeschichte der Kurve. Suhrkamp, Frankfurt am Main 2007, ISBN 3-518-29449-0.
- Das holographische Wissen. Diaphanes, Zürich 2009.
- Vom Übertier (mit Benjamin Bühler). Suhrkamp, Frankfurt am Main 2006.
- Das Wuchern der Pflanzen (mit Benjamin Bühler). Suhrkamp, Frankfurt am Main 2009.
- Nicht Fisch – nicht Fleisch. Diaphanes, Zürich 2011.
- Selbstläufer, Leerläufer. Diaphanes, Zürich 2012.
- Multitasking. Suhrkamp, Frankfurt am Main 2012.
- Die Enden des Körpers. Versuch einer negativen Prothetik. Springer, Wiesbaden 2019
- Reduktion und Teilhabe. Kollaborationen in Mixed Societies, Berlin: Matthes & Seitz 2022